# 1624
1624 је била преступна година.